# 마운트 플레전트 풋볼 아카데미
마운트 플레전트 풋볼 아카데미(영어: Mount Pleasant Football Academy)는 자메이카의 축구 클럽으로, 세인트앤구를 연고로 하고 있으며 현재 자메이카의 최상위 리그인 자메이카 프리미어리그에 참가하고 있다.

## 우승 경력
- 자메이카 프리미어리그

● 우승 (1): 2022-23
● 준우승 (1): 2023-24